# Trélivan
Trélivan (tiếng Breton: Trelivan) là một xã của tỉnh Côtes-d’Armor, thuộc vùng Bretagne, tây bắc Pháp.

## Dân số
Người dân ở Trélivan được gọi là Trélivannais.